# Новоселска гробница
Новоселската гробница (на гръцки: Μακεδονικός τάφος στην Αγία Παρασκευή) е погребално съоръжение от края IV век пр. Хр., разположено край Ново село (Агия Параскеви), Солунско, Гърция.

## Местоположение
Новоселската македонска гробница се намира в местността Микри Тумба на 2 km западно от Ново село.

## История
Македонската гробница в Ново село е разкопана от учени през пролетта на 1983 година. Според находките датира от от края IV век пр. Хр., като многократно е ограбвана.

## Описание
Паметникът е бил покрит от земна могила с височина 6,50 m и диаметър 33 m. Самата гробница е дълга 6,50 m, широка 4 m и висока 4,80 m. Представлява двукамерна конструкция от порести каменни блокове; фасадата и вътрешните повърхности са измазани. Два фронтални пиластъра поддържат архитрава, увенчан с дорийски фриз, и фронтона. Всички елементи на фасадата са в бяло, с изключение на части от диазома и улея на фронтона; те имат архитектурни орнаменти, боядисани в червено, синьо и черно и са запазени в отлично състояние. Уникална е двукрилата мраморна врата на паметника, изложена в Солунския археологически музей. Всички елементи по нея, както функционални, така и декоративни (малки пирони, дръжка, чукало), са изработени от мед. Гробницата има преддверие (1,50 × 3 m) и квадратна гробна камера със страна 3 m. В задната част на гробната камера стои проста паралелепипедна конструкция от варовик, носеща дървеното легло на починалия. Стените на двете камери са оградени с архитектурни цветни ивици. Цветовете (черно, маслиненозелено, охра и особено помпейско червено) все още запазват цялата си жизненост. Изключителна особеност е големият вътрешен двор пред гробницата, изграден с неизпечени тухли, както и последващият дромос (входен коридор) с дължина около 20 m. Трапецовидният план на двора е с максимални вътрешни размери 2,60 × 5,50 m. Във вътрешността на гробницата са открити няколко предмета, включително две глинени женски фигурки, една черна боядисана лампа, около 60 глинени позлатени мъниста за огърлици, фрагменти от два златни венеца, две златни ленти с релефна украса, както и дребни предмети от слонова кост и стъкло, вероятно от украсата на дървеното гробно легло.